# Stegana wheeleri
Stegana wheeleri är en tvåvingeart som beskrevs av Lastovka och Maca 1982. Stegana wheeleri ingår i släktet Stegana och familjen daggflugor.
Artens utbredningsområde är Tennessee. Inga underarter finns listade i Catalogue of Life.